# Sansevieria grandis
Sansevieria grandis là một loài thực vật có hoa trong họ Măng tây. Loài này được Hook.f. miêu tả khoa học đầu tiên năm 1903.

## Hình ảnh

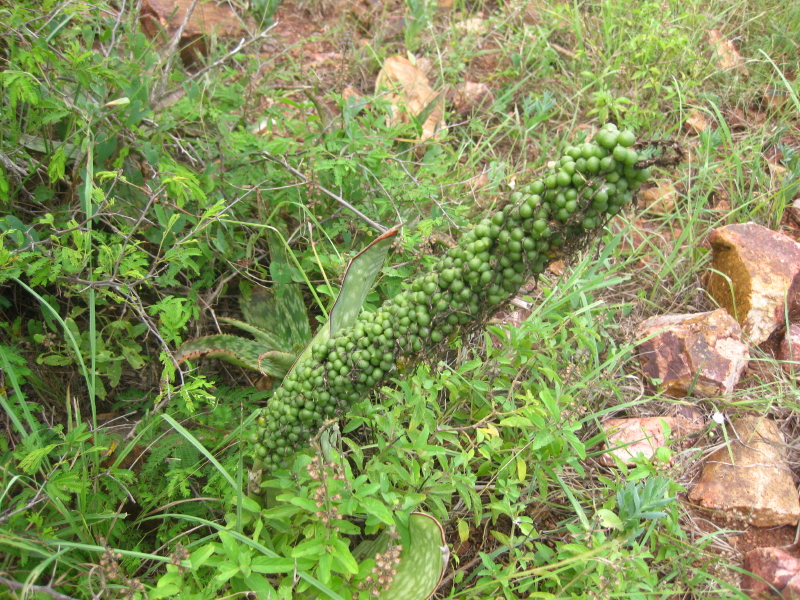